# Rhyacophila lhakpa
Rhyacophila lhakpa är en nattsländeart som beskrevs av Schmid 1970. Rhyacophila lhakpa ingår i släktet Rhyacophila och familjen rovnattsländor. Inga underarter finns listade i Catalogue of Life.